# Koncentrační tábor Banjica

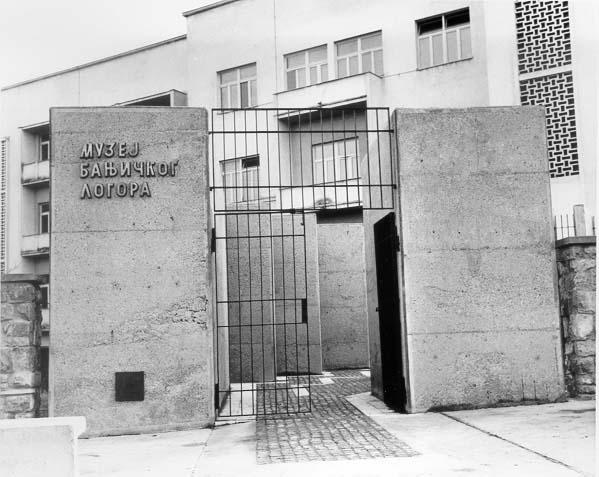
Původní objekt tábora byl přebudován na muzeum

Koncentrační tábor Banjica, známý také jako Tábor Dedinje (srbsky v cyrilici Концентрациони логор Бањица, v latince Koncentracioni logor Banjica) byl největším koncentračním táborem na území okupovaného Srbska. Nacházel se jižně od Bělehradu, ve stejnojmenné městské části, u silnice spojující srbskou metropoli s vrchem Avala.
Tábor byl zřízen Němci na začátku okupace Srbska v červnu 1941, hned po vypuknutí ozbrojeného povstání. Měl sloužit pro antifašisty (tedy účastníky povstání, především komunisty), a pro všechny, kteří kladli odpor německé okupační armádě.
Tábor byl provozován celkem čtyři roky, až do října 1944, kdy byl Bělehrad osvobozen partyzánskými vojsky a Rudou armádou. Přes tábor prošlo 30 000 vězňů, kteří byli většinou příslušníci partyzánské armády. Ve velkém počtu však do tábora byli odváženi i Romové a Židé. Podle evidence tábora existovaly záznamy celkem o 23 637 vězních; ty však jsou považovány za nepřesné,[zdroj?] a tak celkový počet lidí, kteří byli v Banjici vězněni není dodnes znám.
Tábor sloužil jednak jako shromažďovací, tak i jako vyhlazovací tábor. Celkem se Banjica dělila na dvě části; jednu z nich spravovala policie okupovaného Srbska, druhá část byla pod vedením Gestapa. Mnozí vězni byli během své internace v Banjici odvezeni do jiných táborů, kteří Němci provozovali v okupované Evropě. Jiní byli popravováni v blízkém lese s názvem Jajinci. Dodnes není znám počet lidí, kteří byli v tomto táboře popraveni; podle záznamů tábora se jednalo o 4286 mužů, žen a dětí. Po druhé světové válce byla zřízena státní vyšetřovací komise, která dospěla k číslu 8 756 mrtvých.
V roce 1984 byl tábor prohlášen za kulturní památku.